# Oudtshoorn (dorp)
Oudtshoorn is een dorp met 29.000 inwoners, in de Zuid-Afrikaanse provincie West-Kaap. Oudtshoorn behoort tot de fusiegemeente Oudtshoorn dat onderdeel van het district Tuinroute is. Het is het grootste dorp in de halfwoestijn de Kleine Karoo, en ligt zo'n 500km ten oosten van Kaapstad, tussen de Swartberg en de Outeniekwabergen.
Oudtshoorn staat bekend als centrum van de struisvogelteelt, en als gastheerstad van "die Klein Karoo Nasionale Kunstefees", een belangrijk Afrikaanstalig cultureel evenement. Andere toeristische trekpleisters zijn de Cangogrotten en de Swartberge.
Oudtshoorn is vernoemd naar Pieter van Reede van Oudtshoorn.

## Subplaatsen
Het nationaal instituut voor de statistiek, Stats SA, deelt sinds de census 2011 deze hoofdplaats in in 3 zogenaamde subplaatsen (sub place):
Netton • Oudtshoorn SP • Toekomsrus.

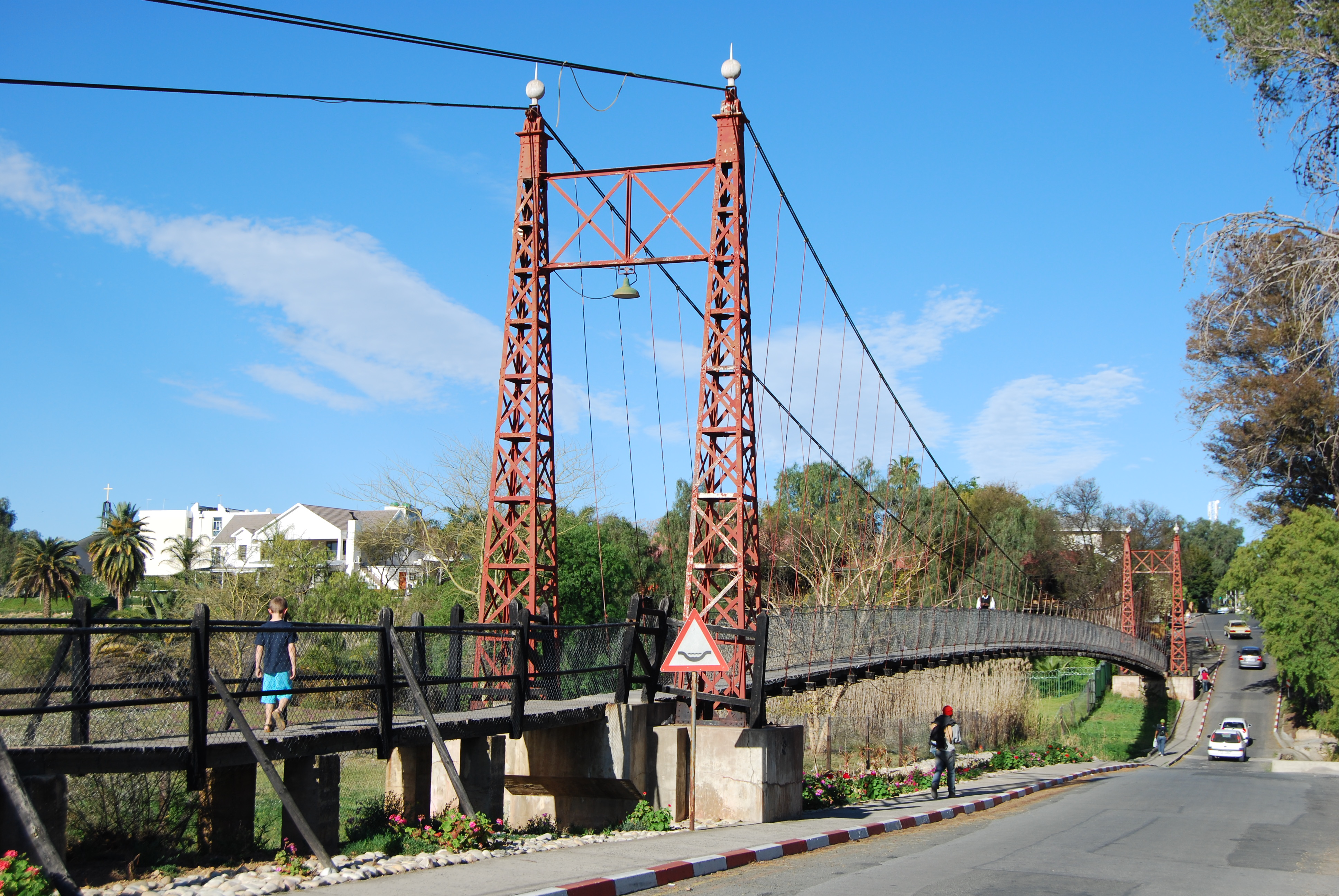
Hangbrug
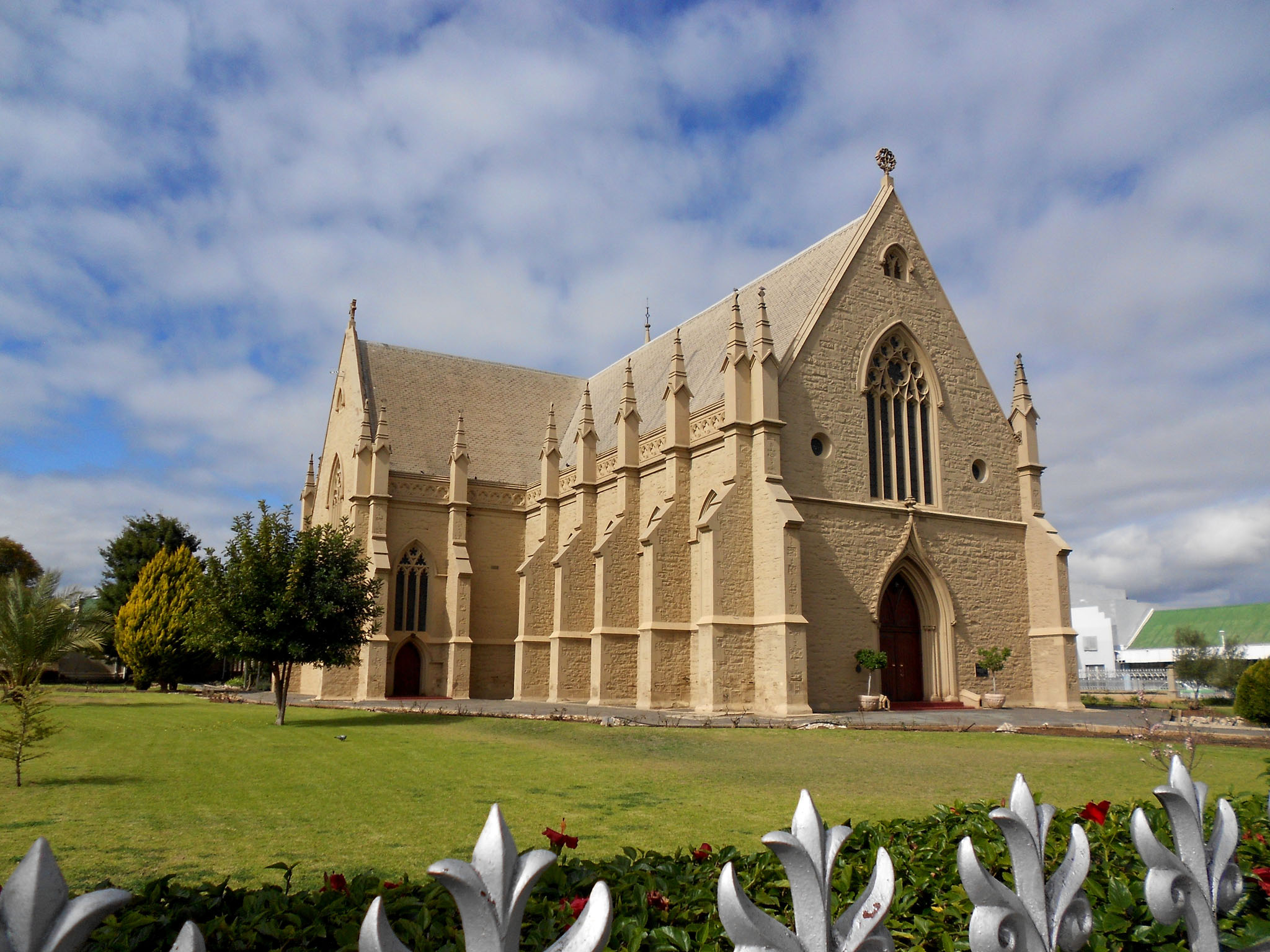
Nederduits Gereformeerde Kerk
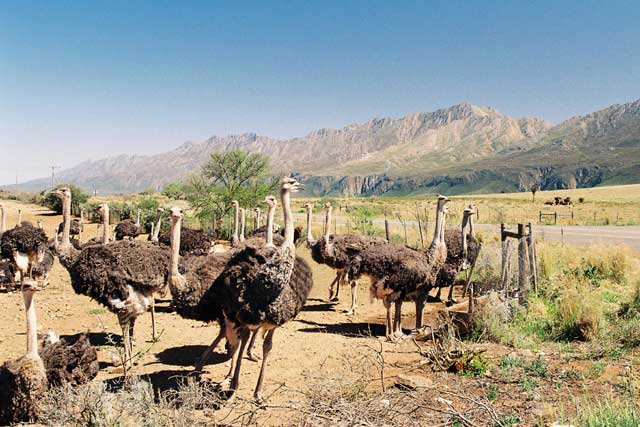
Struisvogels in Oudtshoorn
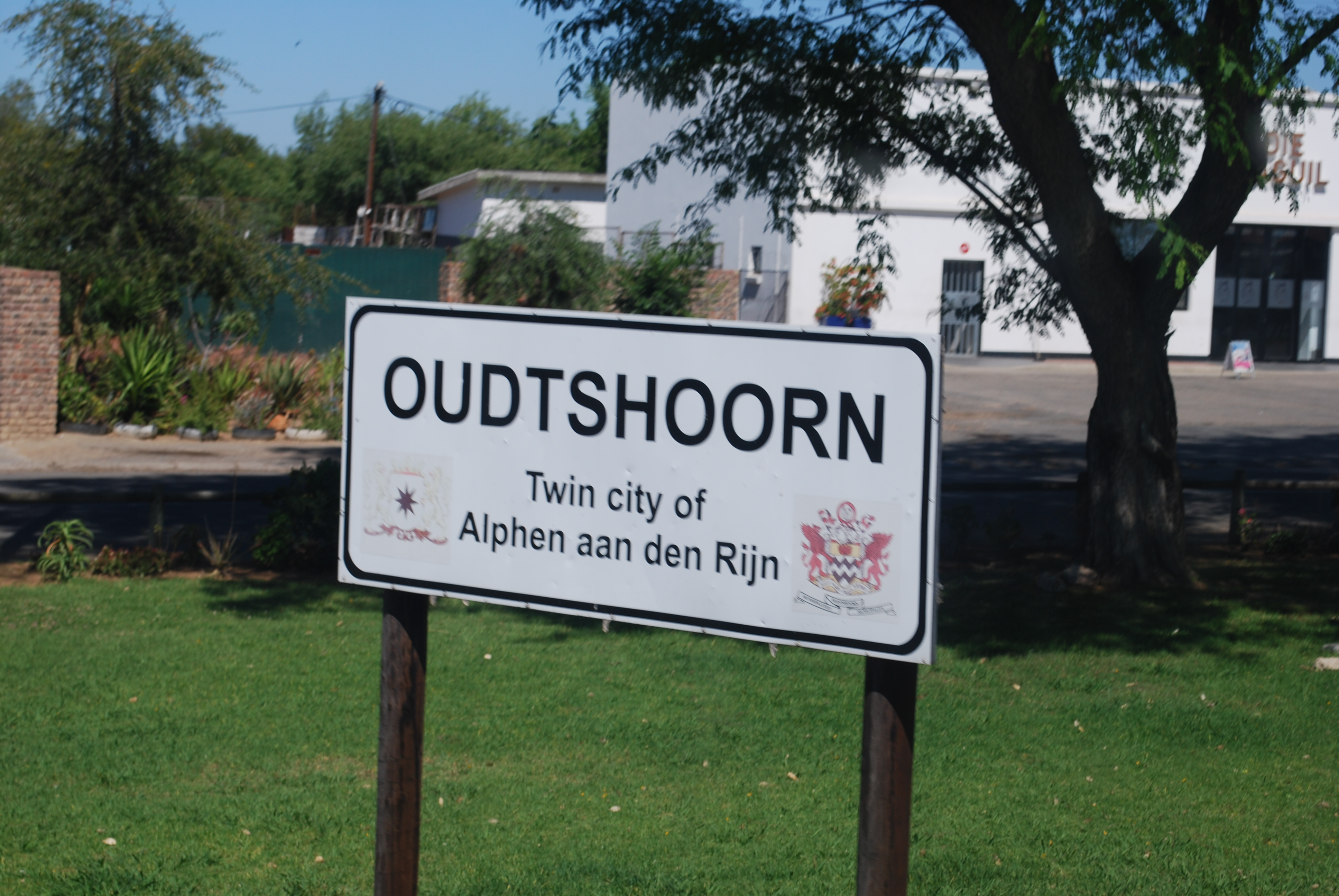
Plaatsnaambord van Oudtshoorn

## Stedenband
- Alphen aan den Rijn (Nederland)